# Hatay (Smirne)

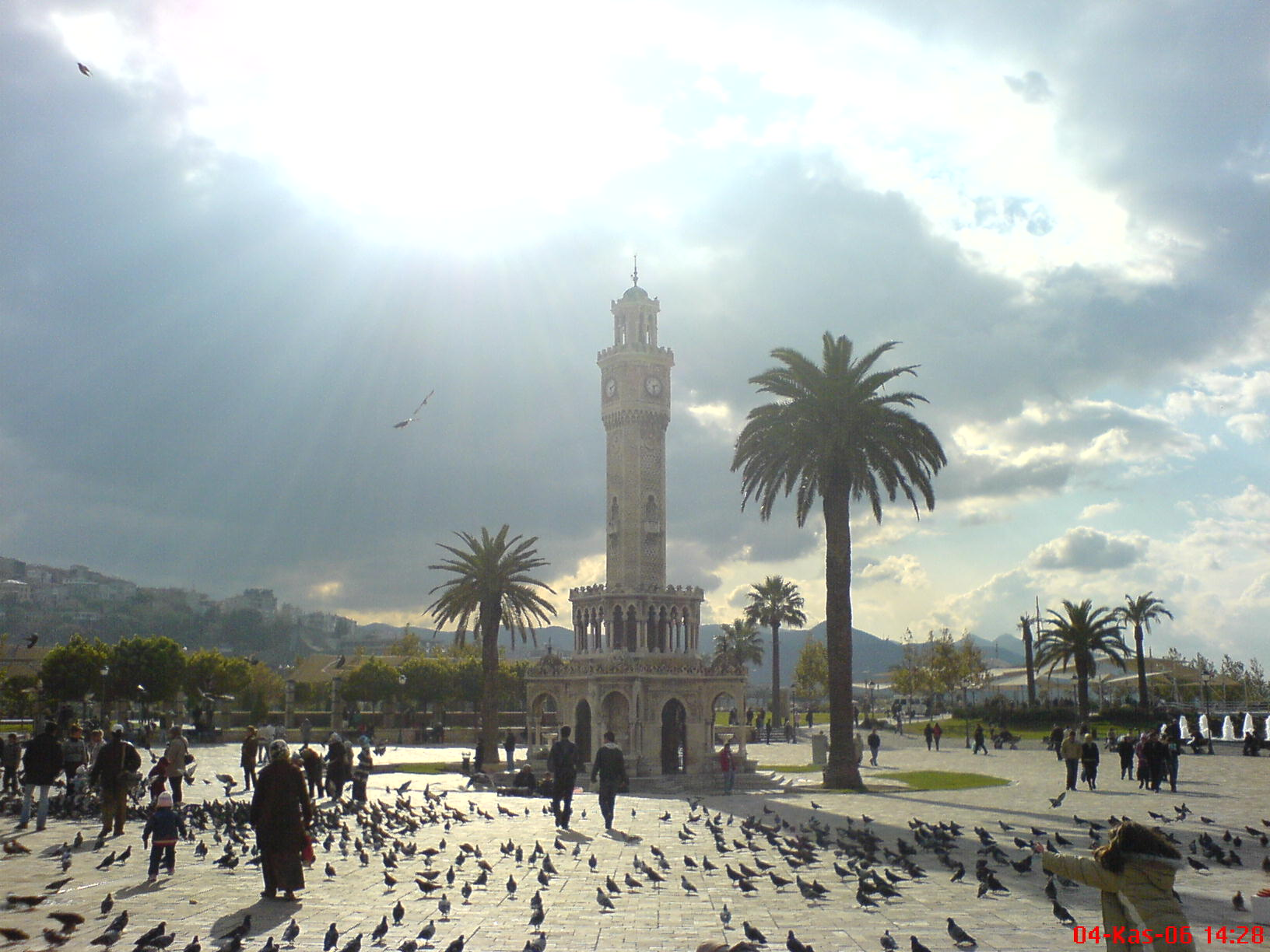
Uno scorcio della piazza centrale di Konak con la torre dell'orologio e l'area urbana di Hatay sullo sfondo.

Hatay è un'area urbana (semt) della città turca di Smirne (İzmir). La zona corrisponde alla parte più antica di Smirne e veniva chiamata, sotto l'impero ottomano, Mısırlı.
A livello amministrativo, fa parte del distretto metropolitano di Konak, il centro storico di Smirne situato sulla parte più interna della costa meridionale del golfo omonimo, ed il più vasto tra i nove distretti che costituiscono l'area metropolitana della città turca.
Hatay corrisponde approssimativamente all'area collinare posta alle spalle della piazza centrale di Konak (Konak Meydanı) e include, oltre alla piazza, il quartiere di Alsancak a est, e una frastagliata fascia costiera, a ovest, su cui sorgono alcuni quartieri caratteristici come quello ebraico di Karataş e quello di Göztepe che dà anche il nome all'omonima squadra di calcio cittadina.

L'area urbana confina, verso ovest, con il distretto metropolitano di Balçova e con quello di Buča e Gaziemir a sud.